# Mausac e Grandcastanh
Mausac e Grand Castanh (en francès Mauzac-et-Grand-Castang) és un municipi francès situat al departament de la Dordonya i a la regió de la Nova Aquitània.

## Demografia
| 1962                                       | 1968 | 1975 | 1982 | 1990 | 1999 | 2007 |
| ------------------------------------------ | ---- | ---- | ---- | ---- | ---- | ---- |
| 814                                        | 761  | 688  | 772  | 958  | 868  | 842  |
| Des de 1962: població sense dobles comptes |      |      |      |      |      |      |

## Administració
| Període   | Identitat       | Partit |
| --------- | --------------- | ------ |
| 1971-2007 | André Goustat   |        |
| 2007-2008 | Marcel Labrot   |        |
| 2008-     | Patrice Masneri |        |